# 加倫貝克湖

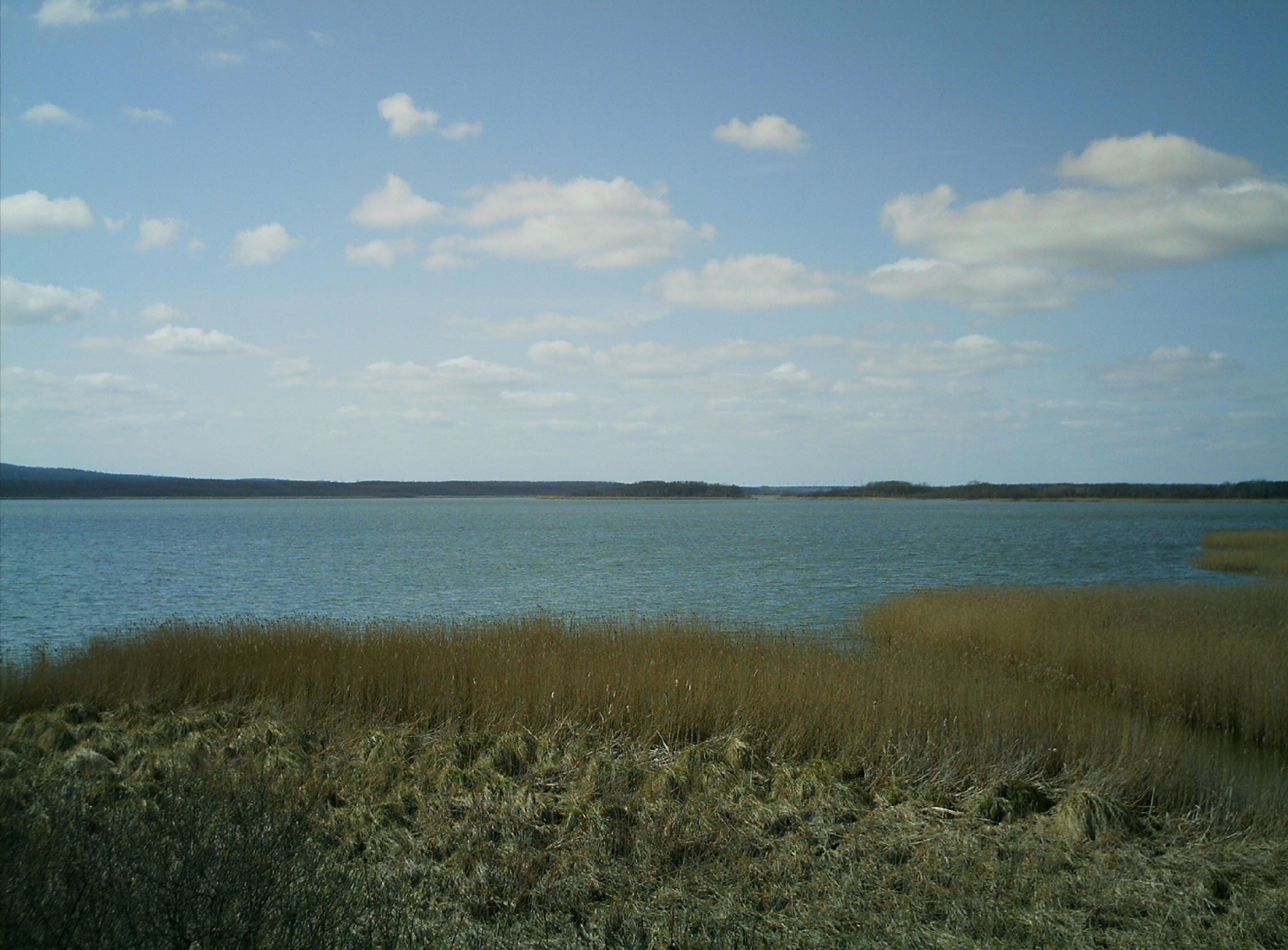

53°37′19″N 13°43′58″E / 53.62194°N 13.73278°E
加倫貝克湖（德語：Galenbecker See），是德國的湖泊，位於該國東北部，由梅克倫堡-前波美拉尼亞州負責管轄，處於梅克倫堡湖區縣，長4公里、寬2公里，面積6平方公里，海拔高度10米，平均水深1米，最大水深2米，水體容量450萬立方米。